# 유럽 고속도로 574호선
유럽 고속도로 574호선(European route E574)은 루마니아의 바커우에서 피테슈티까지 이르는 B-클래스급 간선도로로, 총 연장은 416 km이다.

## 경로
- 루마니아
  - E85 : 바커우
  - E60, E68 : 브라쇼브
  - E70, E81 : 피테슈티